# بایگانی لورتل
بایگانی لورتل (انگلیسی: Lortel Archives) یا بانک اطلاعاتی اینترنتی برادوی (به انگلیسی: Internet Off-Broadway Database) (مخفف انگلیسی: IOBDb)، یک بایگانی آنلاین مرتبط با تئاترهای برادوی است.
این بایگانی توسط لوسیل لورتل بازیگر و تهیه‌کنندهٔ تئاتر اهل ایالات متحده آمریکا ایجاد شده است.